# ألبرت جون كوك
ألبرت جون كوك (بالإنجليزية: Albert John Cook)‏ هو عالم حشرات أمريكي، ولد في 30 أغسطس 1842، وتوفي في 29 سبتمبر 1916.